# リュウビンタイ属
リュウビンタイ属 Angiopteris はリュウビンタイ科に属するシダ植物の1群。ひれ状の托葉に覆われる塊状の根茎から大型になる葉をつける。

## 特徴

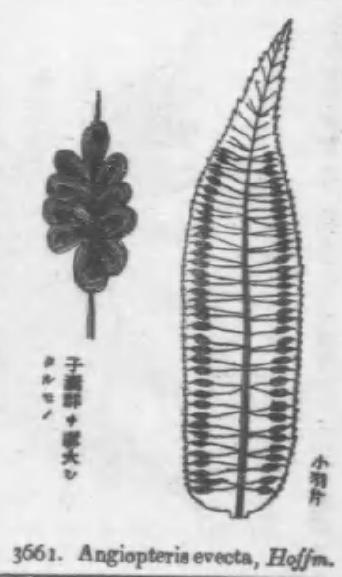
図版
以下の写真もホソバリュウビンタイ

大型になる常緑性のシダ類。根茎は短く直立しており、塊状をなす。葉には基部に托葉状の付属物があり、これは長く残って根茎表面に並ぶ。葉は(1～)2回羽状複葉。葉柄基部や羽軸の基部にはマメ科の葉枕のような膨らみがある。多数の小羽片はそれぞれがほぼ同型同大になっており、縁には細かな鋸歯がある。その主軸から両側に出る側脈は多数が平行に並び、それぞれ分岐しないかまたは1回だけ叉状に分枝し、その先端は鋸歯の先端に達する。また鋸歯の間のくぼみから発して側脈の間を主軸方向に伸びる偽脈が見られるが、これを持たない種もある。
胞子嚢群は普通は羽片の縁側に発達し、大型の胞子嚢が側脈の両側に数個ずつ、それぞれ1列をなして生じる。それらの胞子嚢は基部で互いに癒合し、一体になっている。胞子は4面体形で染色体数の基本数X=40。
学名はギリシャ語の angeio と pteris からなり、前者は包む、を意味し、後者は翼であるが転じてシダを指す。本属のものの根茎が托葉状の付属物に覆われていることからの名とされる。

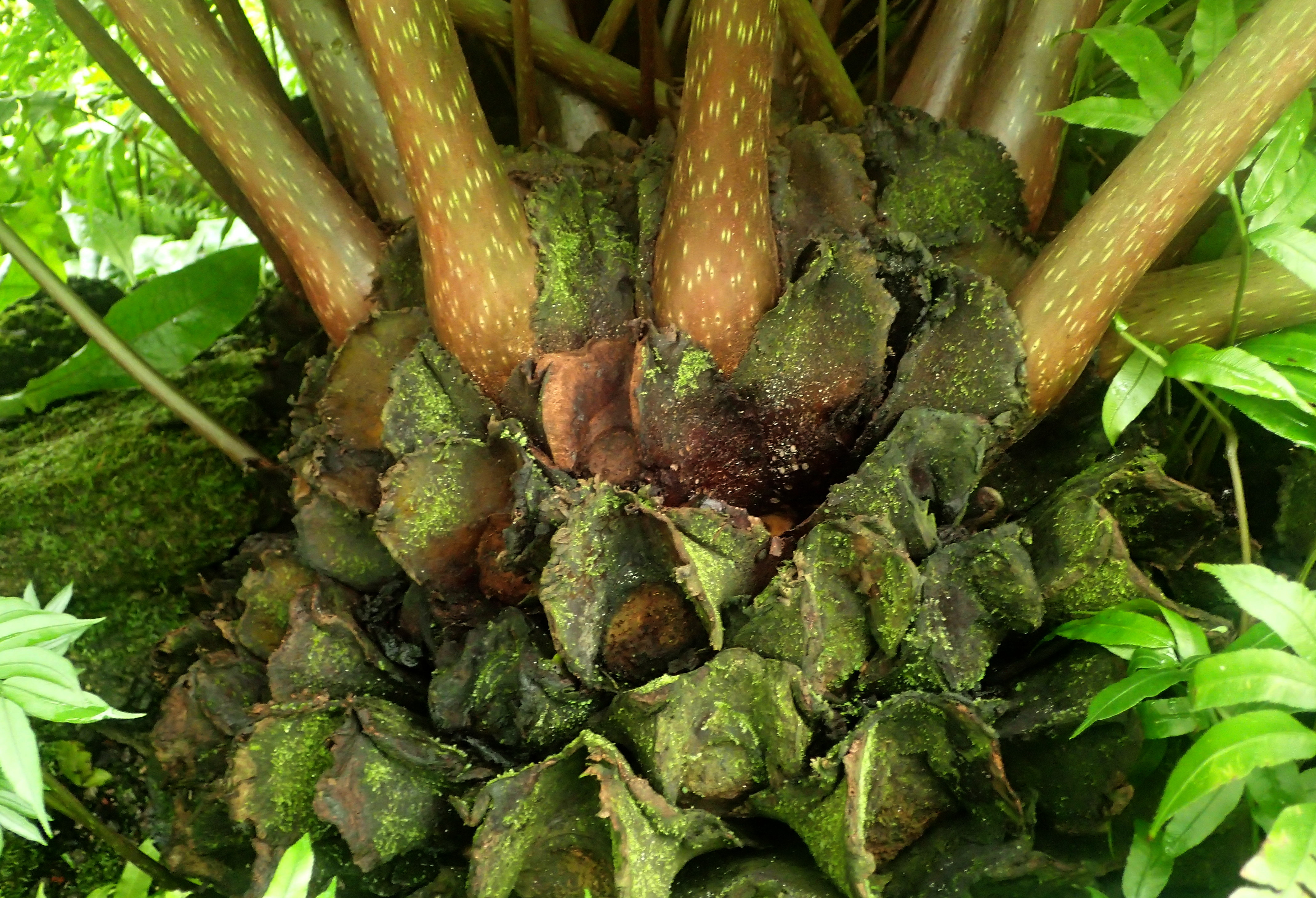
株元の様子 托葉状の構造が並ぶ
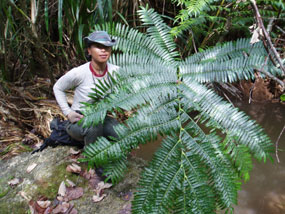
葉身の形
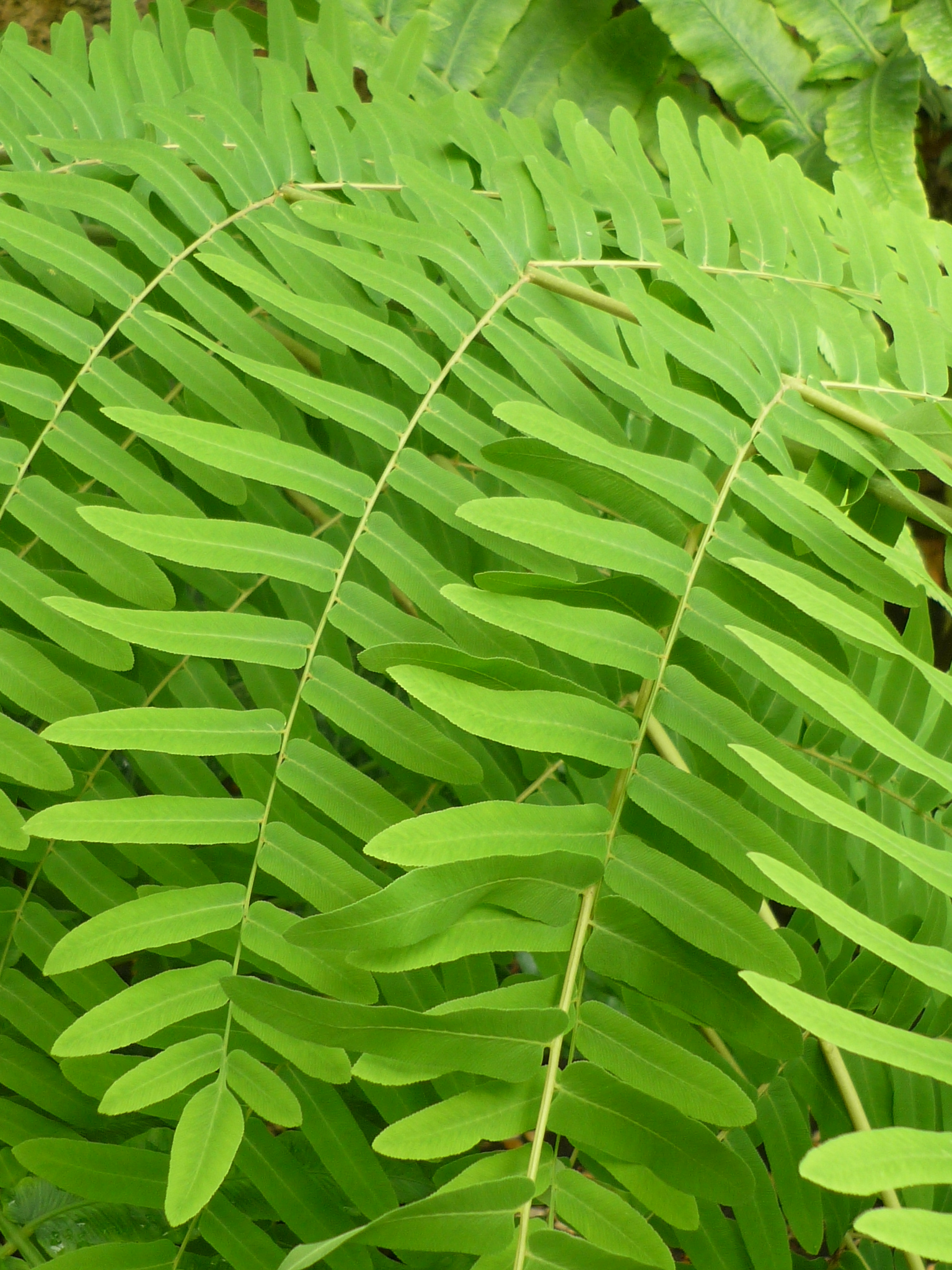
羽片の形
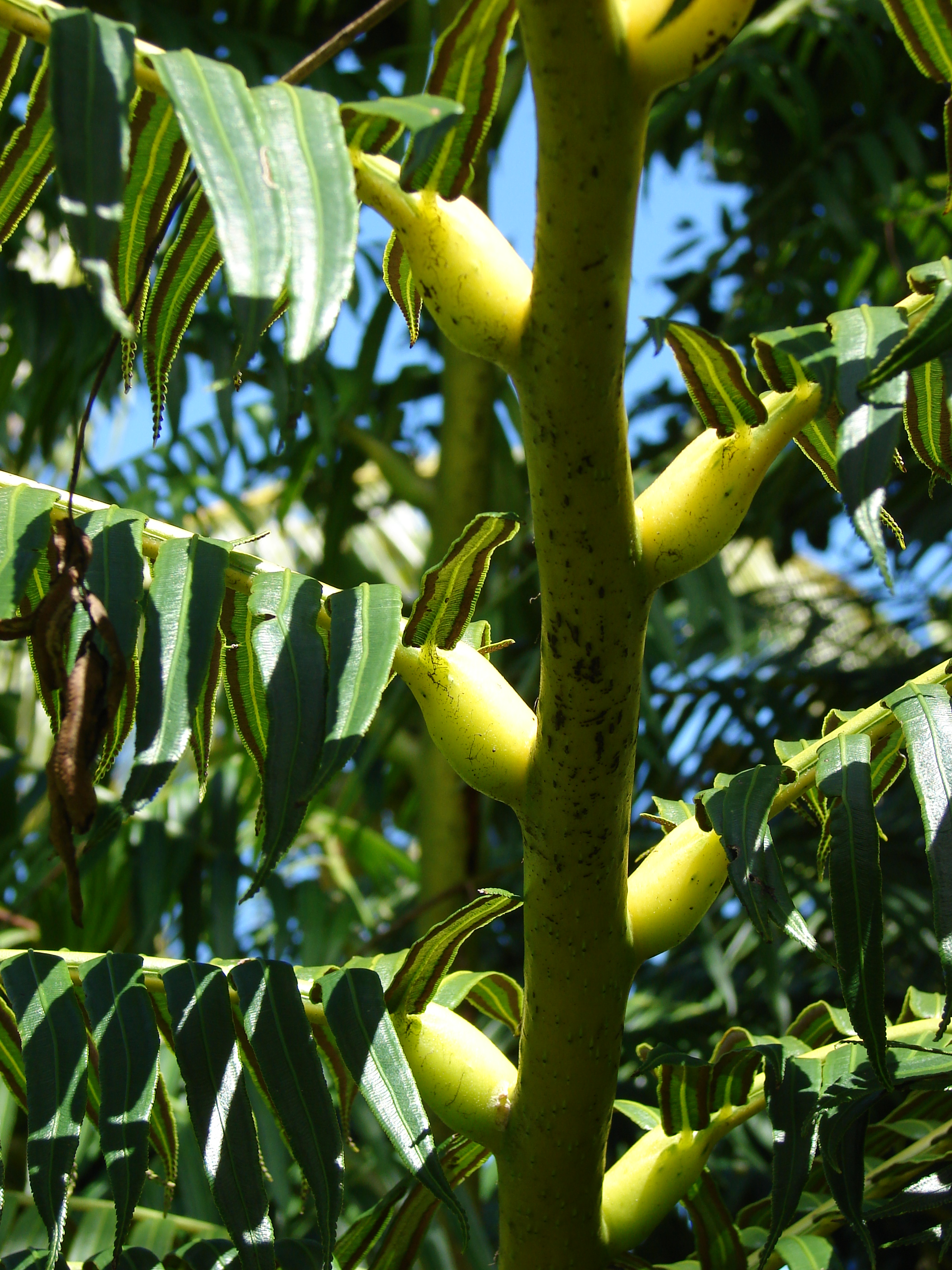
羽片の基部が葉枕のように膨らむ
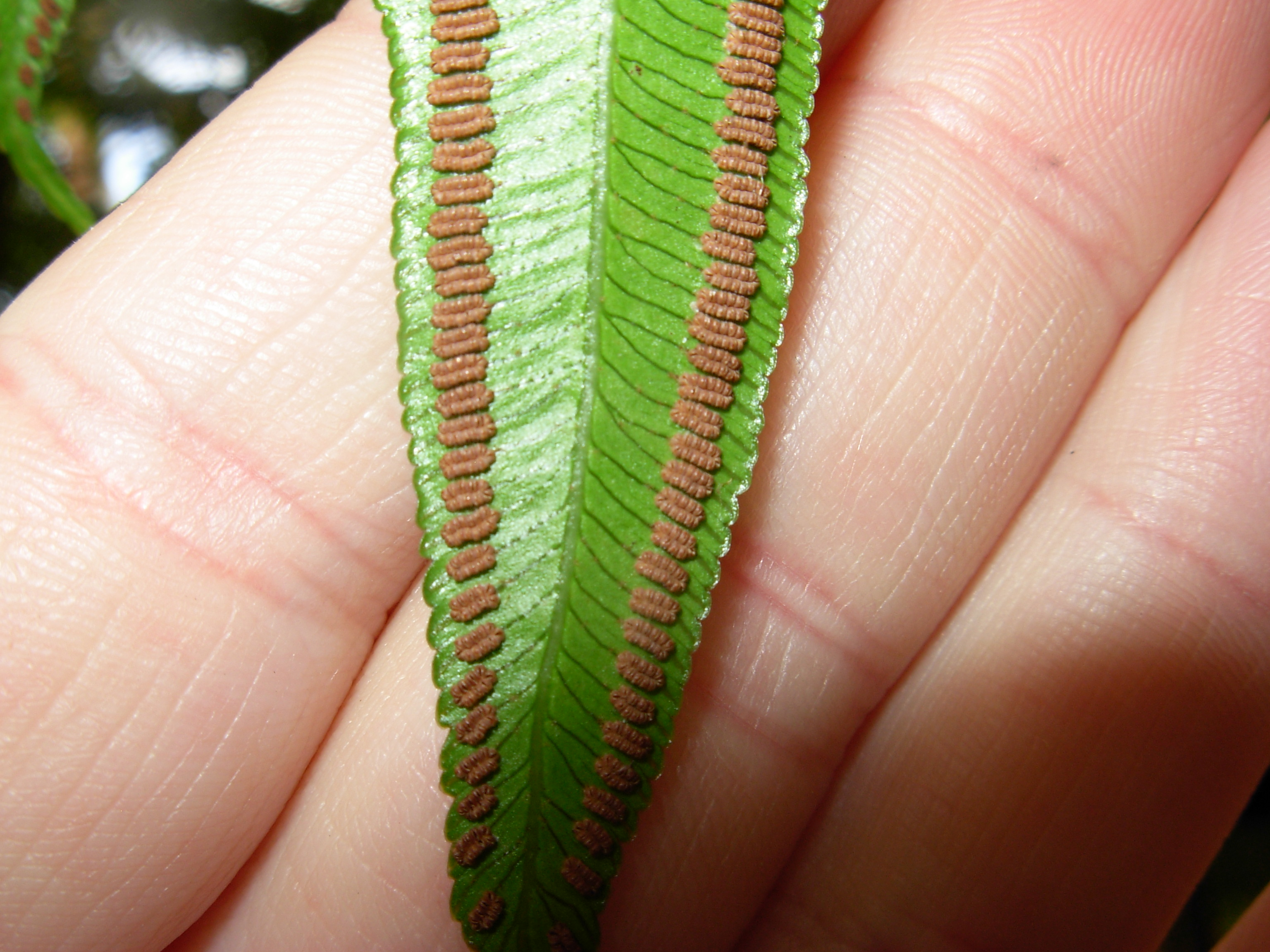
胞子嚢群の様子

## 分布と種数
マダガスカルからジャワ島に渡る分布域があり、ほぼ旧世界の熱帯から亜熱帯をその分布域としており、日本はその北端に当たる。
種数に関しては疑問が多いが、100種を越えると言われたが、現在では10-30種ほどと考えられている。

## 分類
胞子嚢は複数細胞層から形成される、いわゆる真嚢性であり、これは本属を含むリュウビンタイ科の重要な特徴であり、本属のシダ類はその葉の外見こそ普通のシダ類に見えるが、系統的に大きく異なるものであり、科単独で単独の目および綱を立てられている。
リュウビンタイ科にはその胞子嚢群の形態によって本属と Marattia とクリステンセニア属 Christensenia 、それにダネア属 Danaea の4属が含まれるとするのが従来の分類であったが、分子系統の解析から、リュウビンタイモドキ属 Ptisana 、Eupodium をさらに分けている。
なお、胞子嚢群が側脈のほぼ全域に並ぶものをムカシリュウビンタイ属 Archangiopteris として分け、これを支持する説は今もあるが、分岐分類学的にはこの属は本属に含まれるという。
種の分類に関しては古くから問題が多いことが指摘されてきた。
葉が大きくて2m以上にもなることから往々にして葉の一部を切り取って標本とされ、田川(1959)では『資料は通常羽片だけの標本で』あると記されている。そのために標本室を調べても葉の全形が分からない、という現象が生まれ、また小羽片はその形が単純な割には変異が多い。
なお、葉の付け根の托葉状の構造は古くから托葉状付属器官として注目され、これが石炭紀の古生シダ類にしばしば現れる葉身体（アフレビア）の名残、と言われたこともある。

### 下位分類
現在では本属には10-30種とされるが、未だ確定的ではないようだ。海老原(2016)は分子系統の情報を利用しているもとでも種の範囲に諸説あり、細分する立場では200種を認め、大きくまとめる立場では基準種である A. evecta にすべてをまとめる説まであると紹介している。
日本には以下の4種があるが、内容には上記のような問題点も含んでいる。
- Angiopteris　リュウビンタイ属
  - A. boninensis　オガサワラリュウビンタイ
  - A. evecta　ホソバリュウビンタイ
  - A. fokiensis　ヒノタニリュウビンタイ
  - A. lygodiifolia　リュウビンタイ